# The Swiss Army Romance
The Swiss Army Romance was het allereerste full length album van Dashboard Confessional uit 2000. Het album verscheen oorspronkelijk op het kleine label Fiddler Records waar dit album een oplage kreeg van slechts 1000 stuks. Dit album werd doorverkocht aan Drive-Thru Records waarbij het album op 14 november 2000 verscheen. Drie jaar later, in 2003, werden de rechten van dit album wederom verkocht aan Chris Carrabba en Vagrant Records. Dit album werd opnieuw uitgebracht op 22 april 2003, waarbij het twee nieuwe opgenomen bonustracks kreeg, namelijk "Hold on" en "This is a Forgery".

## Nummers
| Nr. | Titel                                  | Duur |
| --- | -------------------------------------- | ---- |
| 1.  | Screaming Infidelities                 | 3:33 |
| 2.  | The Sharp Hint of New Tears            | 3:02 |
| 3.  | Living in Your Letters                 | 3:40 |
| 4.  | The Swiss Army Romance                 | 3:06 |
| 5.  | Turpentine Chaser                      | 3:20 |
| 6.  | A Plain Morning                        | 3:40 |
| 7.  | Age Six Racer                          | 2:21 |
| 8.  | Again I Go Unnoticed                   | 2:24 |
| 9.  | Ender Will Save Us All                 | 5:14 |
| 10. | Shirts and Gloves                      | 2:53 |
| 11. | Hold On (bonustrack)                   | 2:08 |
| 12. | This Is a Forgery (bonustrack)         | 5:37 |
| 13. | Not So Easy (bonustrack, hidden track) | 4:02 |